# 알레나 버그스마
알레나 버그스마(Alaina Bergsma, 1990년 3월 30일 ~ )은 미국의 배구 선수이다. 포지션은 라이트이며, 대한민국 V-리그의 대전 KGC인삼공사 배구단에서 3시즌 동안 활동한 경험이 있다.

## 내력

### 대전 KGC인삼공사
2015년과 2016년 한국배구연맹 외국인 선수 트라이아웃에 참가했으나, 구단들의 선택을 받지 못했다. 그러던 중 2016년 트라이아웃에서 대전 KGC인삼공사가 전체 1순위로 선택한 사만다 미들본이 개인 사유로 팀을 떠나게되자, 알레나를 대체 용병으로 영입하였다.
2018년 V-리그 트라이아웃에도 참가하였다. 전체 1순위 지명권을 얻은 KGC인삼공사가 알레나를 지명하며, 3시즌 연속 KGC인삼공사에서 뛰게되었다.
알레나는 2라운드 마지막 경기인 수원 현대건설 힐스테이트와의 경기에서 마야의 발을 밟고 넘어졌다.병원 진단결과 단순한 염좌로 나왔고,이로 인해 3라운드 전 경기를 결장하였다.4라운드 마지막 경기에서 복귀하였지만 제대로 된 활약을 펼치지 못한 탓에 KGC인삼공사가 19연패를 하는 덜미를 제공하였다.
2018-19시즌을 마치고 2019년 V리그 트라이아웃에 참가하였으나 어느 팀으로부터 지명 받지 못하면서 세 시즌 만에 한국 무대를 떠나게 되었다.

## 개인 기록
정규리그 기준
| 소속팀           | 시즌    | 리그   | 출장 | 출장 | 득점 | 공격 | 서브 | 블로킹 |
| 소속팀           | 시즌    | 리그   | 경기 | 세트 | 득점 | 공격 | 서브 | 블로킹 |
| ---------------- | ------- | ------ | ---- | ---- | ---- | ---- | ---- | ------ |
| 대전 KGC인삼공사 | 2016-17 | V-리그 | 30   | 109  | 854  | 772  | 20   | 62     |
| 대전 KGC인삼공사 | 2017-18 | V-리그 | 30   | 111  | 864  | 776  | 14   | 74     |
| 대전 KGC인삼공사 | 합계    | 합계   | 60   | 220  | 1718 | 1548 | 34   | 136    |

## 수상

### 소속팀
대전 KGC인삼공사
- KOVO컵
  - 준우승 (1): 2016

### 개인
- V-리그 베스트7: 2017
- V-리그 올스타전 MVP: 2017